# Cyrtodactylus eisenmanae
Cyrtodactylus eisenmanae es una especie de gecos de la familia Gekkonidae.

## Distribución geográfica
Es endémica de la isla Hon Son, en la costa sur de Vietnam.